# Drapelul Madagascarului

Proporția steagului - 2:3

Drapelul Madagascarului a fost adoptat la 14 octombrie 1958, doi ani înainte de obținerea independenței, în perioada când Madagascarul se pregătea pentru un referendum al propriului său statut în comunitatea țărilor vorbitoare de limbă franceză, respectiv comunitatea fostelor colonii ale Franței. 
Culorile steagului reprezintă culori cu semnificații în istoria țării insulare. Roșu și alb sunt culorile regatului Merina, care a fost distrus în 1896 de către francezi. Aceste culori au fost folosite în steagul ultimului monarh al regatului Merina, Regina Ranavalona III. Aceste culori ar putea indica posibila origine a malgașilor ca provenind din Asia de sudest, deoarece steagul Indoneziei are aceleași culori. Verdele a fost culoarea proeminentei clasei de țărani, numiți Hova, care au avut un rol foarte important în toate mișcările antifranceze, respectiv în mișcarea de independență.